# Anthrax glabratus
Anthrax glabratus är en tvåvingeart som beskrevs av Zaitzev 1976. Anthrax glabratus ingår i släktet Anthrax och familjen svävflugor.
Artens utbredningsområde är Irak. Inga underarter finns listade i Catalogue of Life.